# 山崎静代
山崎 静代（やまさき しずよ、1979年〈昭和54年〉2月4日 - ）は、日本の女性お笑いタレント、女優、元ボクサー。お笑いコンビ南海キャンディーズのボケ担当。愛称は、しずちゃん。相方は、山ちゃんこと山里亮太。
京都府福知山市生まれ、大阪府茨木市育ち。吉本興業所属。NSC大阪校22期と同期扱い。夫は俳優の佐藤達。

## 来歴
誕生時の体重が5000gという大きめの体で産まれた。

### 学生時代
茨木市立春日小学校、茨木市立西中学校、大阪府立茨木西高等学校、聖和大学短期大学部卒業。
中学では陸上部に、高校では女子サッカー部に所属。高校の先輩に、ナインティナイン、元ビッキーズのすっちーがいる。
幼い頃からおニャン子クラブや南野陽子などのアイドルに憧れ、全日本国民的美少女コンテストやモーニング娘。などの数々のオーディションに応募したが、一次審査の書類選考で落とされ続けていた。芸能界への道は開けないまま、短大へ進学。
短大時代の1999年に、中学の同級生である前野里美との女性コンビ「西中サーキット」（にしちゅうサーキット）を結成し、ボケを担当。ネタ作りも行っていた。このコンビ名の由来は、西中学校陸上部の練習メニューの呼び名である。
尚、近所にあった「松村電機」のとても個性的な店主と仲が良くよく色々な話のネタの元になったと、KBSテレビのインタビューで答えている。
短大在学中、将来への不安などからやさぐれていた時期もあるという。しかし、心の隅には未だ芸能界への憧れが燻っていた。進路を考える時期を迎えたある日、劇団ひまわりの研究生募集の告知が目に留まった。複数のアルバイトを掛け持ちして、食費も最小限に抑え、劇団入所に必要な30万円を半年で貯めた。その後、劇団ひまわりの研究生となる。

### 芸人になる
西中サーキットは、NSC（吉本総合芸能学院）には入学せず、オーディションを受けて吉本に入った。2002年 ABCお笑い新人グランプリ審査員特別賞を獲得し、関東の深夜番組にも出演していたが、2002年、相方・前野の引退により解散。
2002年10月、男女コンビ「山崎二宮」を結成（ネタは漫才で、ボケを担当）を結成するが、2003年に解散。間もない2003年6月、山里亮太（山ちゃん）に誘われ、男女コンビ「南海キャンディーズ」を結成。引き続きボケを担当するが、ネタ作りは山ちゃんに任せている。

## 人物

### 趣味・特技
趣味はボクシング、漫画、絵を描くこと。
保育園時代から『ウイングマン』に熱中するなど、趣味のひとつとして漫画が挙げられる。自宅の部屋には、『AKIRA』や『ドラゴンボール』のグッズが所狭しと並べられている。
絵を描くことも得意で、大友克洋タッチのイラストや、写実的なデッサンなどをしばしば描いており、『プレバト!!』（毎日放送）では水彩画・消しゴムはんこ・和紙ちぎり絵・バナナアート・手形足形アート・一筆書きアートの6部門で特待生に認定されている。2023年には個展を開催。

ボクシングは近年趣味の領域を越えて本格的にアマチュア選手として取り組んでいる。2020年9月から日本ボクシング連盟の女子強化委員、普及委員。

### 身体能力
日本人女性の平均的な身長と比較すると非常に背が高く、骨太のがっちりした体格で、普段の話し声は低い。父、弟も体格ががっちりしており、家族そろって巨体である。
運動神経にも優れている。学生時代に部活動で陸上競技（砲丸投等）やサッカーを経験しており、特に砲丸投げは現在でもかなりの実力がある。また足は速く、持久力もある。映画『フラガール』の終盤では、フラダンスをこなしている。

### 特徴
現在は黒髪で通しているが、「西中サーキット」時代は金髪だった。

### 嗜好
自他ともに認める大のイケメン好きである。好きなタイプは嵐の相葉雅紀、菅田将暉などを挙げている。特に相葉には過去に『天才!志村どうぶつ園』（日本テレビ）にてケガを負いそうになった時、寸前のところで助けてもらいそれ以降想いを寄せるようになる。山里によると過去に相葉にガチで告白しようとしたり彼の前で出生体重をごまかしたこともある（本来は5000グラムであるのに3200グラムと言った）。

### 芸風
低くボソっとつぶやくシュールリアリズムで自意識過剰なボケ、上下関係を無視したぶっきら棒なしゃべり、予測不可能なアクションが特徴。山崎の暴走を止める役は常に山里が行っている。基本的にはツッコミには回らず、山崎がツッコミを入れたとしても、逆に返されることも多い。
山里を「クズ」と呼ぶなど、嫌っていることをネタにすることが多い。

### 女優活動
2006年の映画『フラガール』で本格的な女優デビューを果たす。演技面も評価され、2007年2月16日の第30回日本アカデミー賞では新人俳優賞を受賞、2008年にはドラマで主演を果たした。

### 聖火リレー
福島県いわき市を舞台とした映画『フラガール』に出演した縁から2020年オリンピック東京大会の聖火ランナーに起用され、2021年3月25日に市内を満面の笑みで地元の小学生児童たちと走った。山崎はいわき市を「第2の古里」と呼んでおり、東日本大震災後には地元産の魚のPR活動を行っている。

### ボクシング
ボクシングは2007年から始めた。『あしたのジョー』を好み、ボクササイズも流行っていた頃であり、芸人の先輩たちも多くボクシングジムに通っていたということから興味があり、軽い気持ちで始めたという。初めてボクシングジムに連れて行ってもらい、練習を勧められたのはロバートの山本博（ロバート）だった。当初は趣味の一つとして始めたが、テレビドラマ『乙女のパンチ』（NHK総合）への出演をきっかけに、ドラマのアクション指導を務めていたトレーナーの梅津正彦と出会い、指導を受けるようになった。その後タレント活動も並行しながら本格的にアマチュア女子ボクシング選手としての練習を始め、2009年2月にはC級ライセンスを取得。当初の階級はヘビー級だったが、日本国内にはヘビー級の女子選手が他におらず、なかなか試合ができなかった。

#### ロンドンオリンピックを目指して
2012年のロンドンオリンピック（以下、オリンピックは「五輪」と略す）より女子ボクシングを正式種目として採用することが決定、2009年夏には最重量級であるミドル級で出場の可能性を日本オリンピック委員会（JOC）コーチが示唆。
2010年3月には香川県高松市で開催された『第8回全日本女子アマチュアボクシング選手権大会』で実戦の部・ヘビー級に出場したが、出場選手が山崎1人しかおらず、同階級の認定王者となった。そのため、試合に代わり階級が下の選手と公開スパーリングが行われた。
2011年5月、JOCが発表した女子ボクシングの強化選考選手に選ばれ、本格的にロンドン五輪を目指す事となった。9月には台北市で行われた『第1回タイペイカップトーナメント』に出場、これが初の公式戦となったが、初戦で敗退し出場4人中3位に終わった。
その後75kgまで減量を行い、2012年2月に行われた『全日本女子選手権兼ロンドン五輪予選日本代表派遣選手選考会』ではミドル級に階級を下げて出場。ミドル級の出場者は3人で、1回戦（準決勝）は不戦勝、初戦となった決勝戦で鈴木佐弥子に26対11で判定勝ちし優勝。この結果、2012年5月に 中国河北省秦皇島市で行われた『ロンドン五輪予選兼2012年世界女子ボクシング選手権大会』の日本代表に選ばれた。ここでアジア勢として最上位の成績を残し大陸別出場枠を獲得できればロンドン五輪出場が内定するところだったが、初戦（2回戦）ではシャフノザ・ニザモワ（ ウズベキスタン）を3ラウンド1分54秒・レフェリーストップコンテストで下したものの、3回戦でアンドレア・シュトローマイヤー（ ドイツ）に開始早々からスタンディングダウンを3度喫し、1ラウンド1分56秒・レフェリーストップコンテストで敗れた。中国代表とカザフスタン代表がベスト8に進んだため大陸出場枠を獲得できず、ほかにひとつ割り当てられていたアジアの推薦枠でも選ばれなかったため、山崎はロンドン五輪出場を逃した。しかし、女子ボクシングの競技普及に貢献したとして日本アマチュアボクシング連盟から特別表彰された。

#### リオデジャネイロ五輪への道
前述の世界選手権後は傷めていた膝の手術なども行ったが、「次の目標を考えたい」と現役続行の意向を表明。
2012年12月、世界選手権後初の公式戦として山形市で開かれた『全日本女子選手権』にミドル級でエントリー。出場者が山崎を含めて2人のみだったため決勝戦1試合のみで行われる予定だったが、試合直前になって対戦相手が棄権したため不戦勝となり、認定優勝となった。
従来の国際ボクシング協会 (AIBA)ルールでは年齢制限が「35歳未満」とされていたが、2013年4月よりAIBAの年齢制限が40歳に引き上げられ、リオデジャネイロ五輪で新しい年齢制限ルールが適用されれば、山崎にも五輪への道が再び開かれることになる。
2013年4月2日、後楽園ホールで開催された『第1回女子ボクシング チャレンジマッチ』で約1年ぶりとなる試合を行い、デビュー戦で苦杯をなめた台湾の選手に勝利、雪辱を果たした。同年7月に専属トレーナーの梅津が死去した後は、別のトレーナーから指導を受けている。12月23日に新潟県加茂市で行われた『全日本女子選手権』にミドル級でエントリーしたものの、出場選手が山崎1人しかいなかったため、 韓国から同級3位の選手を招待して強化を兼ねた親善試合を行い、2対1で判定勝ちした。
その後はミドル級の選手数が少ないこともあり十分な練習が積めず、2014年のアジア大会（韓国・仁川）は代表見送り。11月には2014年世界女子ボクシング選手権大会（韓国・済州島）に出場したが、1回戦でエジプト選手に0対3で判定負けし、敗退した。
2015年6月、女子アジア選手権大会（中国）の代表に選ばれるが、8月1日に体調不良を理由に欠場を決めた。
2015年10月15日、「体力の限界」を理由に競技から引退したことが明らかになった。
弟の晴信は姉の影響を受けて2018年10月8日にエディタウンゼントジムからプロボクサーデビューした。

### 私生活
2022年12月8日、TBSラジオ「水曜JUNK 山里亮太の不毛な議論」に出演し、俳優の佐藤達と婚約したことを発表。同年12月12日に入籍したことを翌13日に各々Twitterを更新し、報告した。

## 賞レース成績・受賞歴など
- 2002年 第23回ABCお笑い新人グランプリ 審査員特別賞（西中サーキット）
- 2007年 第30回日本アカデミー賞 新人俳優賞（『フラガール』）[36][37]

## 出演
山崎静代（しずちゃん）の単独出演作品を記載。コンビでの出演作品は南海キャンディーズの出演の項を参照。

### バラエティ
- イケチキ!!（2001年、TBS） - 西中サーキット時代
- 爆笑オンエアバトル（NHK総合） - 西中サーキット時代（戦績0勝1敗 最高153KB）[38]
- Goro's Bar（TBS系） - 不定期準レギュラー
- Eネ! しずちゃんの日常（2006年、テレビ東京）
- 輝く女 しずちゃん（2007年、NHK BSハイビジョン） - 密着ドキュメンタリー。山里は相方としてコメントなどで数分出演。
- 溜池Now（2007年、GyaO） - 「第38回 溜池ジョルトラクイズ」出演。
- 世界!弾丸トラベラー（2007年 - 2012年、日本テレビ）
- 探偵!ナイトスクープ - 探偵として
- run for money 逃走中（フジテレビ、2009年1月4日、2012年8月28日）
- 涙と笑いの瞬間バラエティー 一枚の写真（九州朝日放送、2013年2月10日）
- battle for money 戦闘中（2013年4月7日、2021年10月24日[注釈 1]、フジテレビ）
- ビットワールド（2017年12月8日・15日、NHK Eテレ）
- プレバト!!（毎日放送） - 不定期出演（水彩画・名人初段、和紙ちぎり絵・特待生3級、消しゴムはんこ・特待生2級など）
- しずちゃんの静岡をもっと食べたい!（2021年7月1日 - 、TOKAIケーブルネットワーク）
- まりえさん! しずよ社長がお出かけですよ!（2021年8月 - 、厚木伊勢原ケーブルネットワーク）
- TOKIOカケル（2021年4月 - 、フジテレビ） - エンジェルちゃんとして不定期出演。
- えぇトコ　ここは魅惑のワンダーランド〜京都 福知山市〜　(2024年10月10日、NHK)　ゲスト

### テレビドラマ
- エル・ポポラッチがゆく!!（2006年 -、NHK 広報ミニドラマ） - 美咲 役
- アテンションプリーズ 第1話、最終話（2006年4月18日・6月20日、フジテレビ系） - 芳村智枝美 役
- 笑える恋はしたくない（2006年12月1日 - 15日、TBS） - 主演・長井鈴音 役（河本準一〈次長課長〉とダブル主演[39]）
- 夫婦道（TBS） - 高鍋夏萌 役
  - Season1（2007年4月12日 - 6月21日）
  - Season2（2009年4月15日 - 6月24日）
- 乙女のパンチ（2008年6月19日 - 7月24日、NHK） - 主演・早乙女ひかる 役
- 探偵M（2009年、日本テレビ系） - 小比類巻春子 役
- 土曜ワイド劇場「広域警察」（テレビ朝日） - 捜査官・佐伯夏美 役
  - 第1作（2010年5月20日）
  - 第2作（2011年5月28日）
- お助け屋☆陣八（2013年1月10日 - 3月28日、読売テレビ・日本テレビ系） - 芸者・ポン太 役
- ST 警視庁科学特捜班（2013年4月10日、日本テレビ）
- 土曜ワイド劇場「終着駅の牛尾刑事VS事件記者・冴子13」（2013年、朝日放送系） - 大木朝子 役
- アウトバーン マル暴の女刑事・八神瑛子（2014年8月9日、フジテレビ） - 落合里美 役[40][41]
- 癒し屋キリコの約束 第37回（2015年、東海テレビ・フジテレビ系） - デストロイ小島 役
- 恋の三陸 列車コンで行こう!（2016年2月27日 - 3月12日、NHK-G） - 白木沢君子 役
- マネーの天使〜あなたのお金、取り戻します!〜 第10話（2016年3月10日、読売テレビ・日本テレビ系） - 本庄咲良 役
- キャリア〜掟破りの警察署長〜 第6話（2016年11月13日、フジテレビ） - 大橋佳奈子 役[42]
- 大阪発地域ドラマ「アオゾラカット」（2017年3月15日、NHK BSプレミアム / 2018年5月6日、NHK-G） - 悦子 役
- 連続テレビ小説 ひよっこ（2017年、NHK） - 小祝滋子 役
- さすらい温泉♨遠藤憲一 第四湯 (2019年2月7日、テレビ東京) - 石原聡美 役[43]
- セミオトコ（2019年7月26日 - 9月13日、テレビ朝日） - 岩本春 役
- ルパンの娘 第4話（2019年8月1日、フジテレビ） - 木口智子 役[44]
- さくらの親子丼（2020年10月16日 - 12月18日、東海テレビ・フジテレビ） - 高瀬川多喜 役[45]
- あなたのブツが、ここに（2022年9月19日 -、NHK総合） - 葛西聖子 役[46]
- いちげき（2023年1月3日、NHK総合・NHK BS4K） - お福 役
- それってパクリじゃないですか? 第9話（2023年6月7日、日本テレビ） - ハナモ 役[47]
- 青空との約束-味の素冷凍食品の果てなき挑戦- (2023年9月10日・17日、BSよしもと) - 主演・新婚妻 役[48]
- 日本テレビ開局70年スペシャルドラマ「テレビ報道記者〜ニュースをつないだ女たち〜」（2024年3月5日、日本テレビ） - カン 役[49]
- プライベートバンカー 第1話・第4話・第6話（2025年1月9日・30日・2月13日、テレビ朝日） - 相馬英美子 役[50]
- リラの花咲くけものみち（2025年2月1日 - 15日、NHK総合・NHK BSプレミアム4K） - 久恒先生 役[51]

### ラジオ
- ゴチャ・まぜっ!水曜日（2005年10月 - 2009年3月、MBSラジオ）
- 通天閣（2007年9月24日、MBSラジオ）※文化放送にもネットされた。
- やきぐりバンバン コンマ2（2009年4月 - 2009年10月、MBSラジオ）
- 山里亮太の不毛な議論（2018年12月20日、TBSラジオ）- 山里の体調不良によるピンチヒッター [52]

### CM
- au「おサイフケータイ ―コンビニ篇」（2005年）
- 花王「エッセンシャル ダメージケア」（2006年8月 - 2009年7月、中川翔子、リア・ディゾン→スザンヌと共演）

- コカ・コーラ「ファンタ」（2007年）
- 映画レミーのおいしいレストラン（2007年）
- グリコ「Papico パピコ」（2007年）
- コカ・コーラ「ジョージア」（2007年、渡哲也と共演）
- カゴメ「ラブレ」（2010年）

### 映画
- 日常（2006年） - 車をレッカーされたカップルの一人
- ラブ★コン（2006年、松竹） - 小泉理恵 役
- フラガール（2006年、シネカノン） - 熊野小百合 役
- 劇場版 カンナさん大成功です!（2009年、ゴー・シネマ） - カバコ（伊集院ありさ） 役
- ウタヒメ〜彼女たちのスモーク・オン・ザ・ウォーター〜（2012年、東京テアトル） - 立花雪見 役
- ヒーローマニア-生活-（2016年） - オカッパおばさん 役
- エリカ38（2019年） - 小島まさえ 役
- 半径1メートルの君～上を向いて歩こう～「とある家のこと」（2021年2月26日、KATSU-do）[53]
- 親のお金は誰のもの 法定相続人（2023年10月6日、イオンエンターテイメント / ギグリーボックス）[54][55]

日本語版吹替え
- ゴーストバスターズ（2016年） - レポーター 役[56]

### 劇場アニメ
- それいけ!アンパンマン チャポンのヒーロー!（2025年6月27日公開予定、東京テアトル） - まきばのモオさん 役[57]

### 舞台
- うす皮一枚（2006年） - 河合愛子 役
- ゼブラ（2009年） - 薫 役
- ちんけさんと大きな女たち（2011年）
- ザ・オダサク（2013年）
- きりきり舞（2014年）
- タクフェス「夕－ゆう－」（2014年）
- ダンガンロンパ THE STAGE〜希望の学園と絶望の高校生〜2016（2016年） - 大神さくら 役
- 雪まろげ（2016年） - ぽん太 役[58]
- タクフェス第5弾「ひみつ」（2017年）
- パルコ・プロデュース2019 音楽劇「マニアック」（2019年）
- 雪まろげ（再演）（2019年） - ぽん太 役
- おかしな二人（2020年）
- 本多劇場グループnext BIRTHDAY（2021年）
- ナイスコンプレックス N31「キスより素敵な手を繋ごう」（2021年）
- Jr.5 第11回公演「徒然アルツハイマー」（2021年）
- 春風外伝2021（2021年）
- BOND52 VOL.1『山笑う』小松台東BONDゴツプロ！（2022年）
- 演劇企画集団Jr.5 vol.13「白が染まる」（2022年）
- タクフェス 第11弾「晩餐」（2023年） - 看護師 役（映像出演）[59][60]
- シリーズ「光景-ここから先へと-」Vol.2 『ザ・ヒューマンズ-人間たち』（2025年） エイミー 役[61]
- きみは一生だれかのバーター（2025年公演予定）[62]
- 混頓 vol.7（2025年公演予定）[63]

### PV
- 山崎まさよし「ADDRESS」プロモーションビデオ（2006年） ※音楽番組で放送
- HARCO「BE MY GIRL 〜君のデイリーニュース 花王エッセンシャル CM ソング」プロモーションビデオ（2006年） ※音楽番組で放送
- BEE SHUFFLE「Welcome to the Shuffle!!」プロモーションビデオ（2014年）
- AKB48「シュートサイン」（2017年） - ブロッケンシズ 役[64]

## 著書
- すきすきどんどん（2009年、幻冬舎）
- このおに（2018年、岩崎書店）

## 演じた俳優
- 富田望生 -『だが、情熱はある』（2023年、日本テレビ）